# 北ドイツ平野
- 北ドイツ平野
- 北ドイツ低地
- 北ドイツ平原

座標: 北緯53度36分 東経10度24分 / 北緯53.600度 東経10.400度

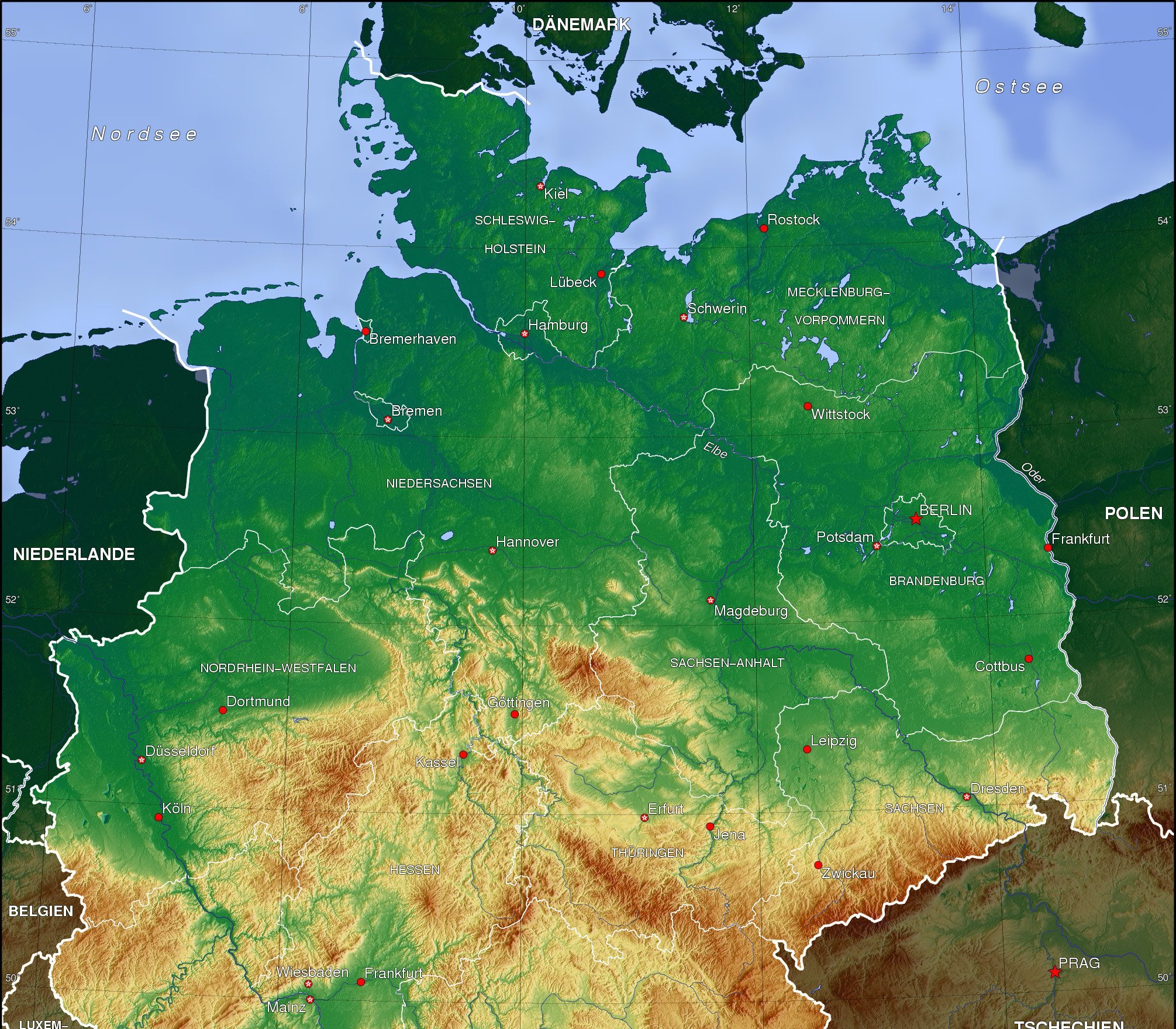
ドイツ北部の地形図

北ドイツ平野（Norddeutsches Tiefland）は、ドイツ北部に広がる平野。「北ドイツ低地」または「北ドイツ平原」ともいう。北ヨーロッパ平野の一部をなす。

## 概要
北ドイツ平野は、中部山地と北海、バルト海の間にある平野であり、ドイツ北部に東西に広がる。西はオランダ、東はポーランドの平野である。全体的には構造平野であるが、洪積世の大陸氷による北方（スカンジナビアなど）からの氷河堆積物に覆われている（厚さは100m以上）。ゆるやかな起伏に富んでおり、平均高度は50m程度であるが、場所によっては標高150mを超える。麦やじゃがいも、てんさいなどが栽培されている。